# 法演 (禅僧)
法演（ほうえん、生年不明 - 1104年）は、中国の宋代の禅僧で、公案と呼ばれる課題を修行に用いる公案禅(看話禅)の大成者として知られる。禅宗の五祖である唐代の禅僧の五祖弘忍禅師のいた黄梅山において禅宗（臨済宗）の宗風を振るったため、「五祖山の法演」という意味で五祖法演（）と呼ばれた。師としても優れ、弟子に、公案集『碧巌録』の編者である圜悟克勤や、開福道寧などがいる。 
『倩女離魂』（無門関第35則）、『牛過窓櫺』（無門関第38則）などの公案を創始した。これらの公案について、日本の臨済宗の白隠慧鶴は、「五祖下の暗号密令」と呼び、その見極め難さを賛嘆した。五祖法演自身は、自らの家風について「鉄旗鉄鼓」と称しており、これは彼が修行者の妄想分別を奪い破砕し尽す家風のことを言ったものと思われる。 